# Mamme in blog
Mamme in blog è una trasmissione di Rai 3 che si occupa di un fenomeno della rete Internet noto come mommyblogging. Il programma propone una navigazione guidata attraverso i blog tenuti dalle mamme, nei quali si parla di un po' di tutto, dai problemi legati alla nutrizione e al sonno dei bambini nella primissima fase di vita, all'educazione dei figli più grandi, al difficile rapporto con il mondo del lavoro e dei servizi per la famiglia, fino ad arrivare agli interessi culturali e agli hobby.
Mamme in blog è un programma di Mussi Bollini e Loredana Lipperini, scritto da Maria Teresa Laudando, condotto da Katia Svizzero, per la regia di Giovanni Messina.